# Elko Dam
Der Elko Dam ist ein Staudamm am Elk River in den kanadischen Rocky Mountains im Südosten von British Columbia.

## Staudamm
Der Elko Dam wurde 1924 am Elk River 16 km oberhalb dessen Mündung in den Lake Koocanusa errichtet. Er liegt etwa 70 km südöstlich der Stadt Cranbrook. Der Elko Dam und das 1,1 km weiter südlich gelegene Wasserkraftwerk werden von BC Hydro betrieben.
Der Staudamm besitzt eine Kronenlänge 66 m, eine Kronenhöhe von 917,67 m und eine maximale Bauhöhe von 16 m. Die Hochwasserentlastung ist für 560 m³/s ausgelegt.

## Stausee
Der Stausee oberhalb des Elko Dam besitzt eine Fläche von 10 ha und eine Speicherkapazität von 600.000 m³. Die Ortschaft Elko befindet sich an seinem Westufer. Der British Columbia Highway 3 (Crowsnest Highway) verläuft nördlich des Stausees. 

## Kraftwerk
Über eine 457 m lange Druckrohrleitung, einen 609 m langen Stollen mit einem Wasserschloss 46 m oberhalb des unteren Stollenendes sowie zwei Druckleitungen wird das Wasser dem Kraftwerk (⊙) zugeführt. Dieses wird als Laufwasserkraftwerk betrieben. Es besitzt zwei Francis-Turbinen mit einer installierten Leistung von 12 MW und einen Ausbaudurchfluss von 25 m³/s. Die durchschnittliche Jahresenergieproduktion liegt bei 73 GWh.